# Girlfriend (chanson d'Alicia Keys)
Pour les articles homonymes, voir Girlfriend.
Singles de Alicia Keys
Gangsta Lovin'
(2002) You Don't Know My Name
(2003)
Girlfriend est une chanson extraite du 1er album studio (Songs in A Minor) de l'artiste américaine Alicia Keys. Elle a été écrite par cette dernière, avec la collaboration de Joshua Thompson et de Jermaine Dupri qui l'a produite.
Le titre est aussi sorti comme 4e et dernier single de l'album en dehors des États-Unis, où il a atteint la 82e place sur le Billboard Hot R&B/Hip-Hop Songs, et n'a pas eu tellement d'impact dans les charts des autres pays, notamment en Australie ou encore au Royaume-Uni.

## Fond/ Découverte
Dans Girlfriend, la chanteuse se plaint de la relation qu'entretient son petit ami avec son amie proche. En effet, la complicité qu’a son copain avec une autre fille la rend furieuse et la détruit de l’intérieur, et elle croit alors que son petit ami peut la quitter du jour au lendemain. Keys procède donc à dire qu'elle croit être jalouse de l'amie de son copain, même si elle sait au fond que leur relation est purement “amicale” :

« ...I think I’m jealous of your girlfriend, Although she’s just the girl that is your friend [...] She shares a special part of you... »

— Alicia expose ce qu’elle ressent réellement
Au reste, la chanson contient une interpolation de la chanson "Brooklyn Zoo" (1995) d'Ol' Dirty Bastard.

## Clip-Vidéo
Le clip a été réalisé par Patrick Hoelck et a été tourné en juillet 2002. en   à Londres (Grande Bretagne). Au début du clip, Alicia et son petit ami sont dans leur appartement, et pendant que ce dernier est au téléphone avec son amie, Alicia perd patience et décide de quitter les lieux pour aller se changer les idées. Elle marche tranquillement dans les rues, mais aperçoit de l’autre côté de la rue son petit ami avec sa copine.
La jeune femme décide de passer son chemin et rejoint quelques amies pour faire du shopping. Elle flashe sur un pantalon rouge mais au même moment, elle voit sa la copine de son copain devant elle qui, comme par hasard, veut essayer le même pantalon. Alicia ne se laisse pas intimider et lui arrache le fameux pantalon des mains. Un peu plus tard on retrouve la chanteuse dans une cabine d’essayage.
Puis on constate une pause dans le clip: on retrouve la chanteuse dans un hangar, jouant avec son instrument fétiche, le piano.
Quand Alicia décide de quitter le magasin, elle exécute une petite chorégraphie avec ses amies dans les rues Londoniennes. Les derniers plans du clip nous montrent la jeune femme qui rentre enfin chez elle où l’attend une énorme surprise. Elle comprend que tout ce mystère autour de la relation qu’entretenaient son copain avec son amie n’était rien d’autre que la préparation de son anniversaire. Alicia Keys pardonne donc tout naturellement à son amoureux et bien sûr à la pauvre jeune femme qu’elle haïssait depuis un moment.

## Personnel

### Musicians
- Alicia Keys – vocal, Chœur, piano
- Bryan-Michael Cox – Clavier

### Production
- Alicia Keys – production, arrangement, arrangement vocal
- Jermaine Dupri – production
- Phil Tan – Remix audio

## Classements
| Chart (2001)                                 | Position |
| -------------------------------------------- | -------- |
| États-Unis (Billboard Hot R&B/Hip-Hop Songs) | 82       |
| Chart (2002)                                 | Position |
| Allemagne                                    | 100      |
| Royaume-Uni                                  | 24       |
| Chart (2003)                                 | Position |
| Australie                                    | 13       |
| Pays-Bas Top 40                              | 18       |

## Sources
- (en) Cet article est partiellement ou en totalité issu de l’article de Wikipédia en anglais intitulé « Girlfriend (Alicia Keys song) » (voir la liste des auteurs).